# Guy de Thé
Guy Blaudin de Thé est un médecin et biologiste français né le 5 mai 1930 à Marseille et décédé le 7 août 2014 à Paris.

## Biographie
Guy Marie Gérard Blaudin de Thé, né le 5 mai 1930, est le fils de François Blaudin de Thé, chef d'entreprise, et de Madeleine du Verne. Marié avec Colette Pierard de Maujouy, il est le père d'Hugues de Thé.
Après sa scolarité à l'école de Provence, il suit ses études à la faculté de médecine et des sciences d'Aix-Marseille et à la faculté des sciences de Paris-Sorbonne, obtenant ses doctorat en médecine et ès sciences.
Interne des hôpitaux de Marseille en 1954 et boursier de la Ligue contre le cancer à l'Institut de recherches scientifiques sur le cancer (CNRS) à Villejuif en 1960, il passe quelques années aux États-Unis comme assistant de recherche au Duke University Medical Center puis en tant que chercheur invité au Laboratoire d'oncologie virale du National Cancer Institute.
En 1965, il revient à Villejuif comme chef d'unité de microscopie électronique, puis, à Lyon, comme chef du service des cancérogènes biologiques au Centre international de recherche sur le cancer de l'Organisation mondiale de la Santé. Il devient professeur invité à la Harvard Medical School, directeur de recherches au CNRS et à la faculté de médecine Alexis-Carrel à Lyon, directeur de l'Unité d'épidémiologie des virus oncogènes et professeur à l'Institut Pasteur à Paris.
Fondateur de l'Association internationale de rétrovirologie, il en est le secrétaire général puis le président. Il co-préside également le réseau interacadémique médical (IAMP) et préside l'Académie européenne des sciences, des arts et des lettres.

## Publications
- Le souple et le dur, les sciences humaines au secours des sciences biomédicales (2009)
- Stratégies anti-cancer (1992)
- Modes de vie et cancers (1988)
- Sur la piste du cancer (1984)
- La valeur de la ponction à l'aiguille fine dans le diagnostic carcinologique, (à propos de 905 examens) (1959)
- Recherches sur les virus leucémogènes (1967)